# Black & White 2
Black & White 2 là trò chơi điện tử thể loại nhập vai thần thánh và chiến lược thời gian thật do hàng Lionhead Studios phát triển, Electronic Arts và Feral Interactive phát hành cho hệ máy tính cá nhân. Trò chơi phát hành năm 2005 như bản nối tiếp của trò Black & White, với các thể loại giả lập cuộc sống, chiến lược, và đối kháng lồng trong nó.
Người chơi sẽ vào vai một vị thần điều khiển các dân làng xung quanh hòn đảo nơi mà vị thần được tôn thờ. Mục đích của trò chơi là người chơi phải khiến dân ở các làng khác quay sang tôn thờ mình và trở thành vị thần mạnh nhất. Người chơi có thể thực hiện điều đó bằng cách làm cho ngôi làng mà mình đang được tôn thờ trở thành một thành phố tráng lệ, ấn tượng, nguy nga, no ấm và hạnh phúc khiến cho người dân ở các làng khác muốn dọn đến ở thay vì ở ngôi làng tồi tàn cũ hay có thể tạo lập một quân đội hùng mạnh buộc các ngôi làng khác phải khuất phục thông qua chiến tranh. Vị thần còn có một linh thú mà người chơi có thể nuôi và dạy dỗ để nó làm thay công việc cho mình cũng như nếu có chiến tranh thì các linh thú sẽ tiên phong trong việc tấn công hay bảo vệ các ngôi làng trước quân đội và các linh thú của vị thần khác. Ngoài ra cư dân thành phố còn có thể xây dựng các kỳ quan vĩ đại vừa tăng sự hoành tráng của thành phố vừa cho vị thần các quyền lực vô biên mà trước đó không có.
Trò chơi nhận được nhiều đánh giá tích cực nhưng chưa có kế hoạch cho việc phát triển phiên bản nối tiếp ngoài phiên bản mở rộng Black & White 2: Battle of the Gods đã phát hành vào ngày 24 tháng 4 năm 2006.